# Ксенотрансплантација
Ксенотрансплантација (од грч. речи; ξένος, xénos; странац), (енгл. Xenotransplantation) је трансплантација (пресађивање) живих ћелија, ткива или органа са једне врсте на другу, нпр. са свиња на људе. Такве ћелије, ткива или органи називају се ксенографт или ксенотрансплант.. За разлику од појма алотрансплантација која се односи на трансплантацију живих ћелија, ткива или орган код исте врсте (нпр. код човека). Хумана ксенотрансплантација нуди потенцијал за лечење у завршној фази болести која је праћена отказивањем функција виталних органа (срце, бубрег, јетра...), што све више постаје значајан здравствени проблем у неким деловима индустријализованог света.

## Историја
Историјски развој ксеонотрансплантације у свету одвијао се хронолошки овим редоследом;
| Година | Открића |
| ------ | --- |
| 1906.  | Први покушај ксенотрансплантације, са животиње на човека извео је у Француској Матије Јабуал (Mathieu Jaboulay). Он је пресадио бубрег свиње у једну жену и козју јетру у другу. Оба пацијентице нису преживеле. |
| 1913.  | Први покушај трансплантације бубрега са мајмуна на човека извео је (Schonstadt) |
| 1963.  | Прву ксенотрансплантацију са мајмуна извео је Реметсма (Reemetsma) |
| 1964.  | Прву ксенотрансплантацију јетре извршио је у САД - Џејмс Харди (James Hardy). |
| 1984.  | Прву (неуспешнау) ксенотрансплантацију срца мајмуна на човека (Бабија Фае), извршили су (L. Bailey, Loma Linda) са Универзитетског медицинског центра у Калифорнији, САД |
| 1992.  | Прву ксенотрансплантацију јетре са мајмуна на човека извршена је у Питсбургу, Пенсилванији, САД Неуспели покушај ксенотрансплантације јетре са голуба на човека извршио је Цедарс (Cedars) са Синајског медицинског центра у Калифорнији, САД |
| 1998.  | На Конгресу друштва за транспланмтацију у Монтреалу основана је Међународна асоцијација за ксенотрансплантацију (IXA), са циљем да окупи све заинтересоване људе и организације у јединствени форум за: - промоцију и даљи развој ксенотрансплантације као сигурног, етички прихваћеног и ефикасног терапијског модалитета, - едукацију здравствених радника и болесника, - истраживања у области ксенотрансплантације и приступ и трансфер технологија, укључујући и биотехнологије, - развој „одговарајућих процедура за побољшање безбедности биотехнологије сачини Конвенцију за смањење свих могућих претњи на биолошку разноврсност, узимајући у обзир и ризик по људско здравље“. - допринос развоју људског благостања и промоцији заштите животне средине на глобалном нивоу, - правовремено реаговање на нова друштвена кретања и усвајање различитих етичких и правних оквира. |
| 2008.  | Одржана је „Прва глобална консултација о регулативним захтевима за клиничка испитивања у области ксенотрансплантације“, које је организована у сарадњи са Министарством здравља Кине и Међународним удружењем за ксенотрансплантацију у Чангчау (Changsha), Кина, од 19-21. новембра. Скуп је окупио 52 учесника, експерата и представника здравствених власти из свих крајева света. На овом скупу усвојен је „Чангчашки коминике“ (Changsha Communiqué) у коме су сумирани сви резултати ове консултације. |

У двадесетом веку обављено је око 30 експерименталних ксенотрансплантација. У стогодишњој историји трансплантације од свих животиња, бабуни (павијани) и свиње су били најчешћи донатори ксенотранспланта. бабуни су генетички блиски људима, и зато су најчешће коришћени за почетне експерименте. Са шест бабуна бубрези су пресађени на људе у 1964, срце бабуна уграђено је у тело једне бебе 1984, а две јетре бабуни пресађена су у два пацијената у 1992. Иако су сви пацијенти умрли у року од једне недеље након операције, нису умрли због одбацивања органа, већ од инфекције која је уобичајена у пацијенте на имуносупресивној терапији.

## Разлози
Главни мотив за примену трансплантације органа или ткива животињског порекла условио је „закон понуде и потражње“, (или све већа потражња за људским органима потребним за клиничке трансплантације), која значајно превазилази тренутну понуду. Према најновијим статистичким подацима; само у САД десет пацијената умре сваког дана, а на листи чекања за пријем (трансплантацију) спасоносних органа налази се више од 110.000 Американаца (према подацима на дан 4. јануар 2011), а око 40% кандидата са листе чекања, били су млађи од 50 година.
Немогућност редовног снабдевања људским органима за трансплантацију покренуо је неколико алтернативних метода које су у интензивној фази истраживања и међународној етичкој, правној, верској расправи и расправама на бројним форумима за ову област заинтересованих интересних група;
- Имплантабилни механички уређаји (нпр. вештачко срце) се истражују у области трансплантације срца.
- Све је извеснија трансплантација ћелија и ткива ембриона у терапији одређених болести, као што су неуродегенеративна обољења, дијабетес..., где хумани (људски) материјал иначе није доступан.[6][7]
- Органи из свиња све више су предмет многих истраживања у ксенотрансплантацији, делом због јавно прихватаћеног става о њиховом „убијању“ и физиолошка сличности између свиња, људи и нехуманих примата.
- Ксенотрансплантација органа са шимпанзе и бабуна све више се избегава, због етичке заштите ових животиња и страха од преноса смртоносних вируса и других ксенозооноза.
- Ксенографти са животиња су предложени за примену код деце, која су физички сувише мала да приме органе одраслих људи и малог броја деце донора.
- Коначно, већина пацијената види ксенотрансплантацију као прелазну могућност до трансплантације људских органа, у ситуацијама када болест опасно угрожава живот оболелог.[8]

## Могуће индикације
Животиње као потенцијални даваоци, могле би да обезбеде набавку лако доступних, висококвалитетних ћелије, ткива и органа за успешну ксенотрансплантацију за евентуално лечење широког спектра озбиљних болести као што су дијабетес, болести срца и болести бубрега. Успешна ксенотрансплантација могла би да обезбеди трансплантацију не само за оне људе који тренутно имају потребу за њом, већ и за оне који би у каснијем животу имали потребу за продужењем животног века.

## Етички и правни проблеми
Иако постоји неколико случајева успешно објављене ксенотрансплантације, ова врста трансплантације не отвара само многа нерешена медицинска питања, већ покреће и бројна правна, верска и етичка питања међу којима су најзначајнија;
- Краћи животни век животиња (нпр. свиње) од људи, односно ткива животиња имају другојачији процес старења.
- Трансмисија (преношење) болести (ксенозооноза) и
- Честе генетичке промене код животиња такође су разлог за забринутост.

Ево неких биоетичких и верских питања која су у свету постављана као услов за ксенотрансплантацију:
Удружење за заштиту животиња Велике Британије (UNCAGED)
„Последњих сто година смо сведоци многих покушаја да се спроведе пресађивање органа животиња на човека - сви су пропали. Са свињама се сада генетички манипулише да оне носе људске гене у нади да серија бројних неуспеха може бити претворена у одржив медицински третман. Око 6.000 људи је на листама чекања за људске органе: да ли им ксенотрансплантација нуди реалну наду, или ће то бити једна од највећих медицинских катастрофа свих времена?“
Папа Јован Павле II., 2000.
„Поводом 18. Светског конгреса за трансплантацију 2000. у Риму, папа Јован Павле II по први пут је присуствовао неком научном скупу ван Ватикана. То је учинио из два разлога: прва његова порука је да је смрт мозга дефинитивни прекид човековог живота, а друга порука је да треба подстицати пресађивање органе од мождано мртвих како би се помогло очувању живота неизлечивим болесницима. За ксенотрансплантацију, Јован Павле II, сматра да би она била допуштена, ако пресађени орган неће нарушити пихолошки или генски идентитета особе која га прима и мора постојати потврђена биолошка могућност да ће пресађивање бити успешно и да примаоца неће изложити претераним ризицима“.
Академик Антон Швајгер, 2003.
„Мада смо још далеко од остварења, ксенотрансплантација већ сада она намеће антрополошке, етичке, психолошке, верске, законодавне и друге проблеме. Упућујемо на документ Папске академије за живот: "Prospects for xenotransplantation" (26. септембар 2001). У њему је предмет исцрпно обрађен са гледишта теолошке антролополгије, моралне теологије, биоетике, социологије и права, а приложене су и практичне смернице за даље истраживање и евентуалну практичну примену. Са биоетичког гледишта нагласак је на ризику по здравље, а захтева се исто што и за друге врсте трансплантације. С обзиром на велику осетљивост предмета, антрополошка и морално-теолошка процена врло је обазрива и опрезна, а најбитнији је закључак да ксенотрансплантација не нарушава човеков лични идентитет“. 

## Медицински, правни, етички услови
На основу препорука СЗО ксенотрансплантација мора да испуни неке медицинске, правне, етичке услове и једнак приступ овој терапији, пре свега због велике потенцијалне користи коју би она омогућила у будућности;
- Генетичком модификацијом животиња може се побољшати ефикасност кенотрансплантног материјала.
- Животиње које се користе у ксенотрансплантација треба да буде из издвојеног (затвореног) стада гајене у добро контролисаним условима, без присусва патогена у окружењу са високим ветеринарским стандардом за здраве и квалитетне животиње.
- Порекло животиња треба да буде детаљно проверено а животиње без присуства познатих патогена и са о локација (станишта) које су трајно ослобођене од заразних болести.
- Свим потребним законским актима мора бити регулисан правни основ и овлашћења да се могу забранити све законом нерегулисане процедуре које нису усклађене са регулаторним захтевима. Регулаторни систем мора да буде транспарентан, и да садржи у себи научне и етичке процене и мишљења и ставове јавности.
- Због могућих ризика у друштву, требало би да се у свакој држави успостави равнотежа очекујућих (могућих) ризика, који треба да буде у пропорцији са познатим нивоом ризика. Ниво сигурности и ефикасност би требало да буде увек у складу са препорукама међународних научних установа, када је то могуће, и захтева ригорозне преклиничке студије у којима се примењују најрелевантнији животињски модели.
- Ксенотрансплантацији се могу подвргнути само они људи који дају пристанк и који су мотивисани и спремни да прихвате посебне услове који ће бити од њих захтевани. Такви пацијенти треба да су у сталном контактиу са лекарима и треба да буду ефикасно едуковани о њиховом третману као и поштују и минимизирају све могуће ризике за себе и друштво.
- Пре ксенотрансплантација мора се водити рачуна о правилном чувању животиња и пажљивом узимању узорака, као и спровођењу свих потребних процедура после третмана, о чему се мора водити уредна евиденција.
- Доживотно праћење прималаца, а можда и њихових ближих контаката.
- Ксенотрансплантни материјал и прималац морају бити уписана у одговарајуће базе података, која мора обезбеди очување приватности пацијента и заштићена.
- Медицински тимови морају да имају одговарајућу стручност и познају све ризике по пацијената, себе и околину. Због ризика од појаве заразних болести у окружењу, у свакој земљи мора постојати систем за надзор и ванредне мере (које се унапред планирају) како би се у непредвиђеним ситуацијама правовртемено реаговало на било на отказ функција трансплантата или инфекције.

## Међународни нормативи у области ксенотрансплантације
Наведени нормативи објављени су од стране америчке Администрације за храну и лекове (U.S.Food and Drug Administration). Смернице наведене у овим документима недавно су прихваћене и од стране других Јавних здравствених служби и агенција у САД, укључујући; Национални институт за здравље (National Institutes of Health (NIH)), Центар за контролу и превенцију болести (Centers for Disease Control and Prevention (CDC)), Администрација за здравствене ресурсе и услуге (Health Resources and Services Administration (HRSA)) и Одељење за здравство и услуге (Department of Health and Human Services (DHHS)) Радну групу за ксенотрансплантацију (Working Group on Xenotransplantation).
1. Guidance for Industry: Source Animal, Product, Preclinical, and Clinical Issues Concerning the Use of Xenotransplantation Products in Humans 4/3/2003
2. Draft Guidance for Industry: Precautionary Measures to Reduce the Possible Risk of Transmission of Zoonoses by Blood and Blood Products from Xenotransplantation Product Recipients and Their Intimate Contacts 2/1/2002
3. Draft Guidance for Industry: Precautionary Measures to Reduce the Possible Risk of Transmission of Zoonoses by Blood and Blood Products from Xenotransplantation Product Recipients and Their Contacts 12/23/1999
4. PHS Guideline on Infectious Disease Issues in Xenotransplantation 1/19/2001
5. Guidance For Industry: Public Health Issues Posed by the Use of Non-Human Primate Xenografts in Humans 4/6/1999

## Физиолошки услови
Обимна истраживања (више од сто година) настоје да утврде да ли животињски органи могу да замене физиолошке функције људских органа и дају одговор на неке од следећих проблема:
| Физиолошки услови              | Карактеристике |
| ------------------------------ | --- |
| Величина ксенографта           | Разлике у величини органа ограничавају круг потенцијалних прималаца ксенотрансплантата. |
| Трајност ксенографта           | Дужина животниог века (нпр. код већине свиња је око 15 година), тренутно је непозната и експерименти још нису дали одговор да ли ксенографт можда да траје краће или дуже од тог периода.                                          |
| Хормонске и протеинске разлике | Неки протеини могу бити молекуларно некомпатибилни, што би могло да изазове поремећај важних регулаторних процеса. Ове разлике ограничавају могућност ксенотрансплантације јетре, јер она игра важну улогу у метаболизму протеина. |
| Животна средина                | Срце нпр. свиње ради у другојачијој анатомској локацији и под различитим хидростатичким притиском који влада у организму човека.                                                                                                   |
| Температура тела               | Температура тела нпр. свиња је 39 °C (2 °C изнад просечне температура људског тела). Ова разлика може имати утицај на активности важних ензима и тренутно није проучена.                                                           |

## Избор врсте донатора
Недавни експерименти су показали да је трансплантација органа од генетички модификованих свиња и павијана могу дати релативно добре резултате и то улива наду за будућност трансплантације органа са свиња на људе.
Осим неколико примењених једноставних процедуре као што су лечење тешких опекотина људи културом ћелија коже мишева, данас је то једина ксенотрансплантација релативно прихватљива за људе у врло строго контролисаним индикацијама.
Пошто су примати најближи рођаци људима, они су прво сматрани потенцијалним извором органа за ксенотрансплантације на људе. Шимпанзе су првобитно сматране као најбоља опција, јер су њихови органи сличне величине, а имају и добру крвну компатибилност са људима. Међутим, пошто је њихова доступност око 1960. била јако смањена, они су убрзо стављени на списак угрожених врста, па се приступило експериментима са другим потенцијалним донорима ксерографта.
Уместо шимпанзе одабрани су павијани- бабуни, као лако доступна врста у довољном броју. Међутим, они се такође нису показали у пракси као најпогоднији потенцијални донори. Њихова тела су мање величине, најчешће су крвне групе О (универзални донатор), имају дуг период трудноће и обично дају малобројно потомство и тешко се привикавају на живот у затвореном простору. Поред тога, главни проблем код употребе ксенографта нељудских примата је повећан ризик трансмисије болести, јер су они блиско повезани са људима.
Свиње се тренутно сматрају као најбољи кандидати за донацију органа. Оне су лако доступне, брзо сазревају, постоје у више раса, прилагодиле су се животу у заробљеништву, имају велика легла. Зато што се користе за исхрану људи, употреба ксенографта свиња вероватно неће да изазове велике замерке друштава за заштиту животиња. Свиње су лако доступне, њихови органи су анатомски слични по величини људским а пренос инфективних агенаса је мања вероватна, јер су били у блиском контакту са човеком током припитомљавања кроз више генерација.
 Тренутно се у експерименталним ксенотрансплантацијама најчешће користи свиња као донатор, а бабуни као „људски модел“. Међутим, употреба свињских ксенографта је повезан са имунолошком баријером, која доводи до хиперакутних одбацивања трансплантираних органа у нехуманих примата или човека као примаоца.

## Пренос патогена
Искуства са алотрансплантацијом органа је показаоло да болести као што су хуманим вирусима изазвана имунодефицијенције (ХИВ), Кројцфелд-Јакобова болест, вирусни хепатитис Б и Ц и друхе инфекције вирусима могу се пренети са човека донатора на примаоца. Слично томе, ксенотрансплантација представља опасност за инфекцију са познатим, или још непознатим, инфективним агенсима из животиња донатора.
Павијани и свиње су носиоци безброј преносивих патогена а постоји много више оних које још увек не можемо открити. Ове бактерије, вируси и гљивице могу бити прилично безазлене у њиховом природном домаћину, павијану или свињи, али веома токсични (чак и смртоносни), код људи. Зато се Саветодавна група међународних стручњака недавно се састала у Светској здравственој организацији (СЗО) да разговара о напретку у ксенотрансплантацији и констатовала да је главни ризик у ксенотрансплантацији пренос трансмисивних болести. (ксенозооноза). Многе озбиљне инфекције у људској историји су настали код животиња. Када се нови патоген унесе у једну особу, он се може проширити на већи део становништва.
Две врсте животињских вируса су посебно патогени и вирулентни; херпес вируси и ретровируси. Обе врсте су се већ доказале као прилично безопасне у мајмуна јако фаталне за људе. ХИВ, на пример, је ретровирус за који многи научници верују да се преноси на људе са мајмуна. Проблем у обрнутом смеру (као користан за људе) је тај што се нпр. мале богиње могу контролисати код људи, али зато могу брзо да униште целу колонију мајмуна.
Да би контролисали овај ризик, неколико земаља има развијене ригорозне смернице и процедуре за надзор над спровођењем ксенотрансплантација. Међутим, ксенотрансплантација се спроводи и у земљама које немају такав надзор и где материјали и процедуре које се користе нису подложне контроли квалитета и безбедности. То значи да не постоји доказ о квалитету и пореклу животиња и могућност праћења кретања примаоца. Овакав поступак тих земаља не даје никакве гаранције за процедуралну безбедност пацијента и других људи у његовом окружењу. Проблем постаје глобалан када појединци путују у земљу где ксенотрансплантација нема адекватан надзор због могућег даљег ширења ксенозооноза. Зато је међународна сарадња од највеће важности за примену високих стандарда у ксенотрансплантацији у свим регионима света. Применом таквих стандарда и надзора напори да се минимизирају ризици у неким земљама неће бити нарушени и поред све већих путовања великог броја људи у земље са мање строгим законима.